# Viticoltura in India

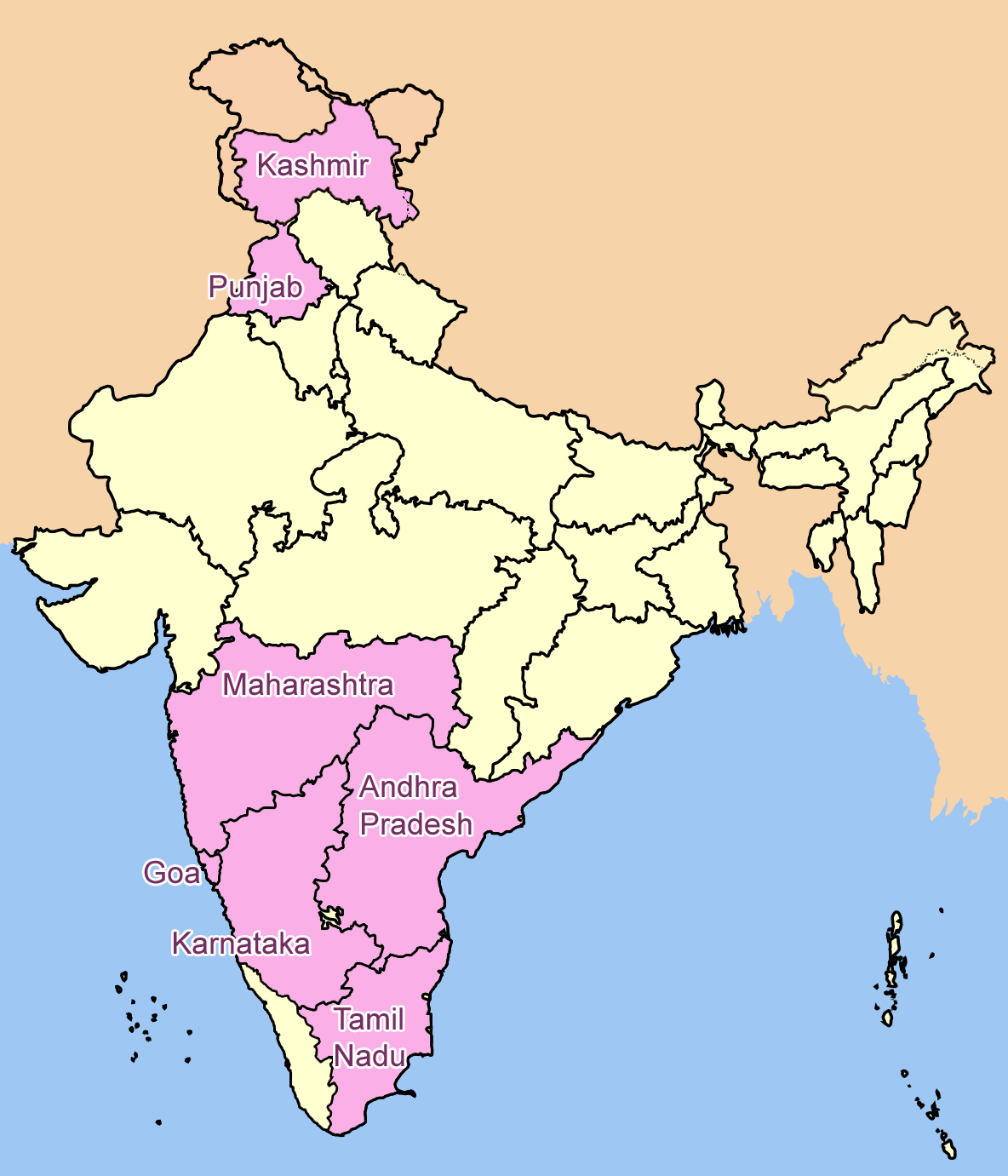
Vengono evidenziate le principali regioni vinicole dell'India. A nord si trovano il Kashmir e il Punjab. A sud (in senso orario da nord) si trovano Maharashtra, Andhra Pradesh, Tamil Nadu, Karnataka e Goa.

Il settore della viticoltura in India è piccolo ma in crescita; il consumo pro capite annuale di vino nel paese è di soli 9 millilitri, circa 1/8000 di quello della Francia. La ragione principale di ciò può essere attribuita al fatto che la preferenza degli indiani per i superalcolici e la birra vanta quasi il 98% della quota di mercato, mentre il vino con un basso grado alcolico ha solo il 2% della quota di mercato. La viticoltura in India ha una lunga storia, che risale all'epoca della civiltà della valle dell'Indo, quando si pensa che le viti siano state introdotte dalla Persia. La vinificazione è esistita per gran parte della storia dell'India, ma è stata particolarmente incoraggiata durante il periodo della colonizzazione portoghese e britannica del subcontinente. La fine del XIX secolo vide la fillossera prendere il suo tributo sull'industria vinicola indiana, seguita dall'opinione religiosa e pubblica che si spostava verso il proibizionismo. In seguito all'indipendenza del paese dall'Impero britannico, il governo indiano incoraggiò i vigneti a convertirsi alla produzione di uva da tavola e uvetta. Negli anni '80 e '90 si è verificata una ripresa dell'industria del vino indiana, poiché le influenze internazionali e la crescente classe media hanno iniziato ad aumentare la domanda della bevanda. A cavallo del XXI secolo, la domanda aumentava a un tasso del 20-30% all'anno. La città di Nashik nello stato federato del Maharashtra, è chiamata la "Capitale del vino dell'India".

## Storia
Riguardo ai primi vini dell'India, gli storici ritengono che questi primi impianti fossero utilizzati principalmente per uva da tavola o succo d'uva, piuttosto che per la produzione di una bevanda alcolica. Durante il periodo vedico del II e I millennio a.C., le tribù della regione erano note per il loro indulgere nelle bevande inebrianti e sembra probabile che il vino fosse una bevanda corrente. Il testo religioso dei Veda menziona almeno una bevanda alcolica che potrebbe essere stata legata al vino - sura, che sembra essere stato un tipo di vino di riso fermentato con il miele. La prima menzione nota di vini a base d'uva si trova negli scritti di fine IV secolo a.C. di Chanakya, che fu primo ministro dell'imperatore Mauryan Chandragupta Maurya. Nei suoi scritti, Chanakya condanna l'uso di alcol pur descrivendo l'imperatore e la sua corte che indulgevano frequentemente in uno stile di vino d'uva chiamato Madhu.
Nei secoli successivi, il vino divenne la bevanda privilegiata della casta Kshatriya o dominante, mentre la casta oppressa beveva tipicamente alcolici a base di grano, orzo e miglio. Sotto il dominio dell'Impero Mughal musulmano, l'alcol era proibito in conformità con le leggi dietetiche islamiche. Tuttavia, ci sono rapporti scritti su almeno un sovrano Mughal, Jahangir e Babur per esempio, che amavano il vino. Nel XVI secolo, i coloni portoghesi a Goa introdussero il vino in stile Porto e la produzione di vini fortificati si diffuse presto in altre regioni. Sotto il dominio britannico durante l'era vittoriana, la viticoltura e la vinificazione furono fortemente incoraggiate come fonte interna per i coloni britannici. I vigneti furono piantati estesamente nelle regioni di Baramati, Kashmir e Surat. Nel 1883 all'Esposizione Internazionale di Calcutta, i vini indiani furono presentati con un'accoglienza favorevole. L'industria del vino indiana stava raggiungendo un picco proprio quando l'epidemia di fillossera raggiunse il paese e devastò i suoi vigneti.
Fu un lungo cammino per l'industria del vino indiana per riprendersi dalla devastazione della fine del XIX secolo. Si sviluppò un'opinione religiosa e pubblica sfavorevole sull'alcol che culminò negli anni '50, quando molti stati indiani proibirono l'alcol. I vigneti furono sradicati o incoraggiati a convertirsi alla produzione di uva da tavola e uvetta. Alcune zone, come Goa, continuarono a produrre vino, ma il prodotto era normalmente molto dolce e altamente alcolico. La svolta dell'industria vinicola indiana moderna si verificò nei primi anni '80 con la fondazione di The Tonia Group nello stato di Goa. Con l'aiuto di viticoltori francesi, The Tonia Group iniziò a importare varietà di uva Vitis vinifera come Cabernet Sauvignon, Chardonnay, Pinot blanc, Pinot noir e Ugni blanc e iniziò a produrre vini fermi e spumanti. Altre cantine seguirono presto, poiché l'emergere della crescente classe media indiana alimentò la crescita e lo sviluppo dell'industria vinicola indiana.

## Clima
Mentre una vasta porzione del subcontinente indiano non è ideale per la viticoltura, la grande diversità di clima e geologia copre alcune zone con terroir adatto alla produzione di vino. La stagione estiva di crescita in India tende ad essere molto calda e soggetta a monsoni. Molte regioni vinicole dell'India ricadono anche nella fascia climatica tropicale. I vigneti vengono quindi piantati ad altitudini più elevate lungo pendii e colline per beneficiare dell'aria più fresca e di una certa protezione dal vento. L'altitudine dei vigneti indiani varia tipicamente da circa 200 m in Karnataka, 300 m nel Maharashtra, 800 m lungo i pendii del Sahyadri fino a 1000 m in Kashmir. Le temperature estive possono raggiungere i 45°C e le minime invernali possono scendere fino a 8°C. Durante la stagione di punta della vegetazione, tra giugno e agosto, le precipitazioni medie sono comprese tra 625 e 1.500 mm.

## Regioni vitivinicole
I vigneti in India si estendono dal clima più temperato dello stato nord-occidentale del Punjab fino allo stato meridionale del Tamil Nadu. Alcune delle zone di produzione di vino più grandi dell'India si trovano nel Maharashtra, nel Karnataka vicino a Bangalore e nel Telangana vicino a Hyderabad. All'interno della regione del Maharashtra, i vigneti si trovano sull'altopiano del Deccan e intorno a Baramati, Nashik, Pune, Sangli e Solapur. L'elevato calore e l'umidità della metà orientale del paese limitano l'attività viticola.

### Valle di Nashik
I vini della valle di Nashik sono particolarmente protetti dal brevetto di Indicazione Geografica in India per la regione del distretto di Nashik nel Maharashtra. Il vino nella zona è prodotto da diversi vigneti, con Sula Vineyards che è uno dei principali produttori di vino a Nashik. Il vino viene prodotto in due tipologie: rosso e bianco. Il distretto conta 52 cantine operative e di conseguenza Nashik è talvolta soprannominata "La capitale del vino dell'India".
Il prodotto è protetto dalla legge del 1999 sulle indicazioni geografiche delle merci (registrazione e protezione) (Legge GI) del governo indiano. È stato registrato dal Controllore Generale dei brevetti, dei disegni e dei marchi con il titolo "Nashik Valley Wine" ed è elencato al numero di domanda GI 123 nella Classe 33 come bevanda alcolica. Secondo le disposizioni di protezione, almeno l'80% dell'uva utilizzata per la produzione del vino deve essere coltivata nel distretto di Nashik, e i vini devono essere prodotti, imbottigliati ed etichettati all'interno del distretto.

## Vitigni

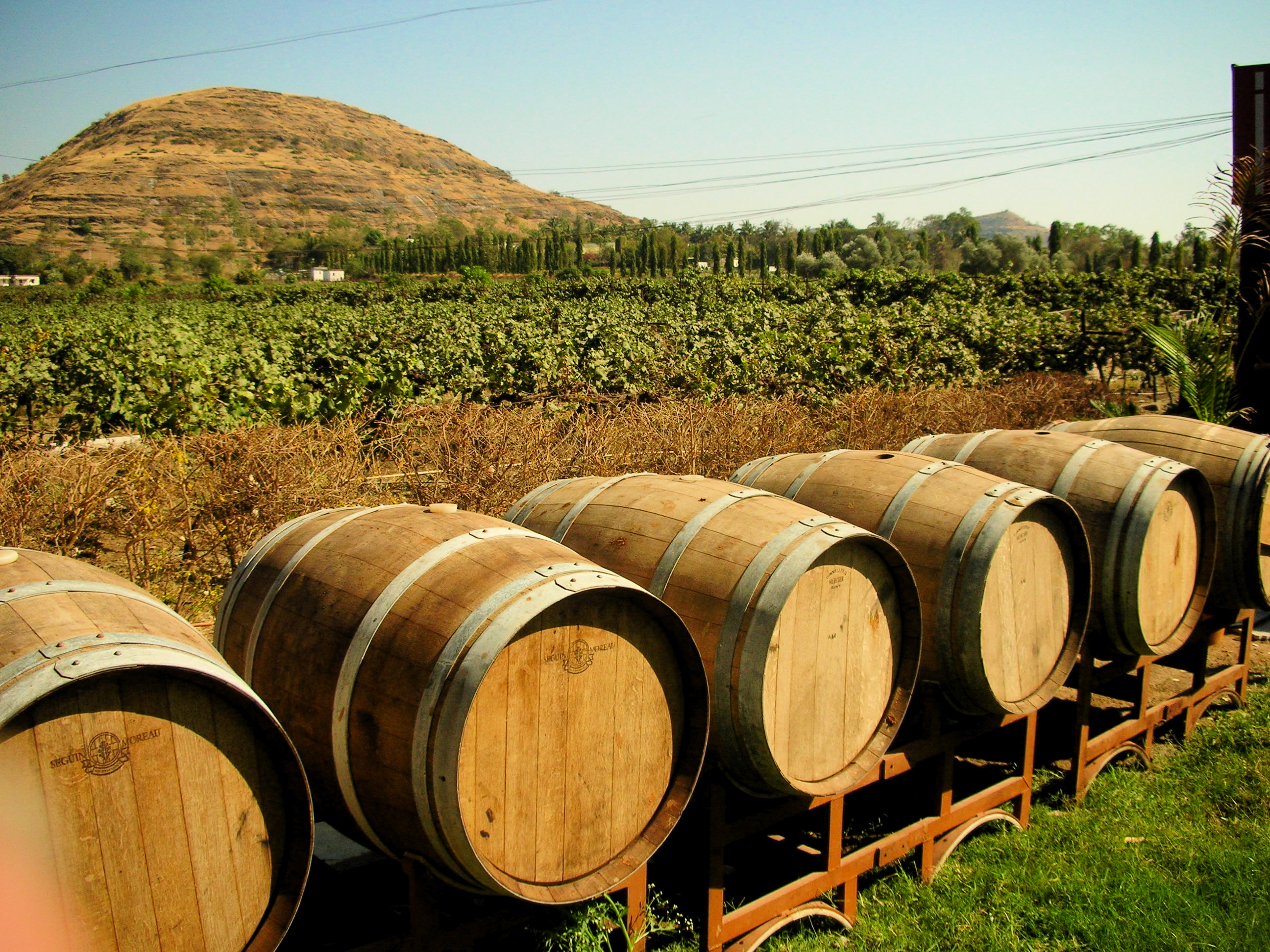
Vigneti di Chateau Indage vicino a Pune.

Il caldo e l'umidità delle regioni vinicole indiane influenzano molte delle scelte viticole effettuate nei vigneti. Le viti vengono spesso allevate su strutture in bambù e filo a pergola per aumentare la copertura della chioma e tenere l'uva lontana dal terreno, dove sarebbe più soggetta a malattie fungine. La chioma protegge l'uva dalle scottature solari e i filari sono distanziati ampiamente per favorire l'aerazione tra le viti. L'irrigazione è essenziale per le viti dato il clima caldo. Le condizioni tropicali spesso favoriscono rese elevate, che richiedono potature frequenti durante tutto l'anno. La vendemmia avviene normalmente a febbraio e di solito viene effettuata a mano. Nelle regioni vinicole molto calde del Tamil Nadu, del Karnataka e dell'Andhra Pradesh, le viti possono produrre un raccolto due volte all'anno.
L'India meridionale ospita diverse varietà autoctone di uva da tavola che possono essere utilizzate anche per la produzione di vino, con Anabeshahi, Arkavati e Arkashyam come le più comuni. Uve diffuse di origine straniera includono Bangalore Blue (Isabella) e Gulabi (Black Muscat). L'uva turca Sultana è la più piantata in India, coprendo oltre la metà dei 60.000 ettari coltivati nel paese. Oltre ai vitigni francesi importati da Chateau Indage, Sauvignon blanc, Zinfandel, Chenin blanc e Clairette Blanche hanno iniziato a stabilirsi nel panorama dell'industria vinicola indiana.